# Bergrücken
Ein Bergrücken ist eine grundlegende Geländeform. Sie kann geometrisch beschrieben werden als eine einachsig konvexe langgestreckte Aufwölbung einer Fläche, wobei der Querschnitt des Höhenrückens einen abgerundeten Scheitel aufweist. Dies ist in der Regel im Mittelgebirge und im Hügelland der Fall, weniger im Hochgebirge.

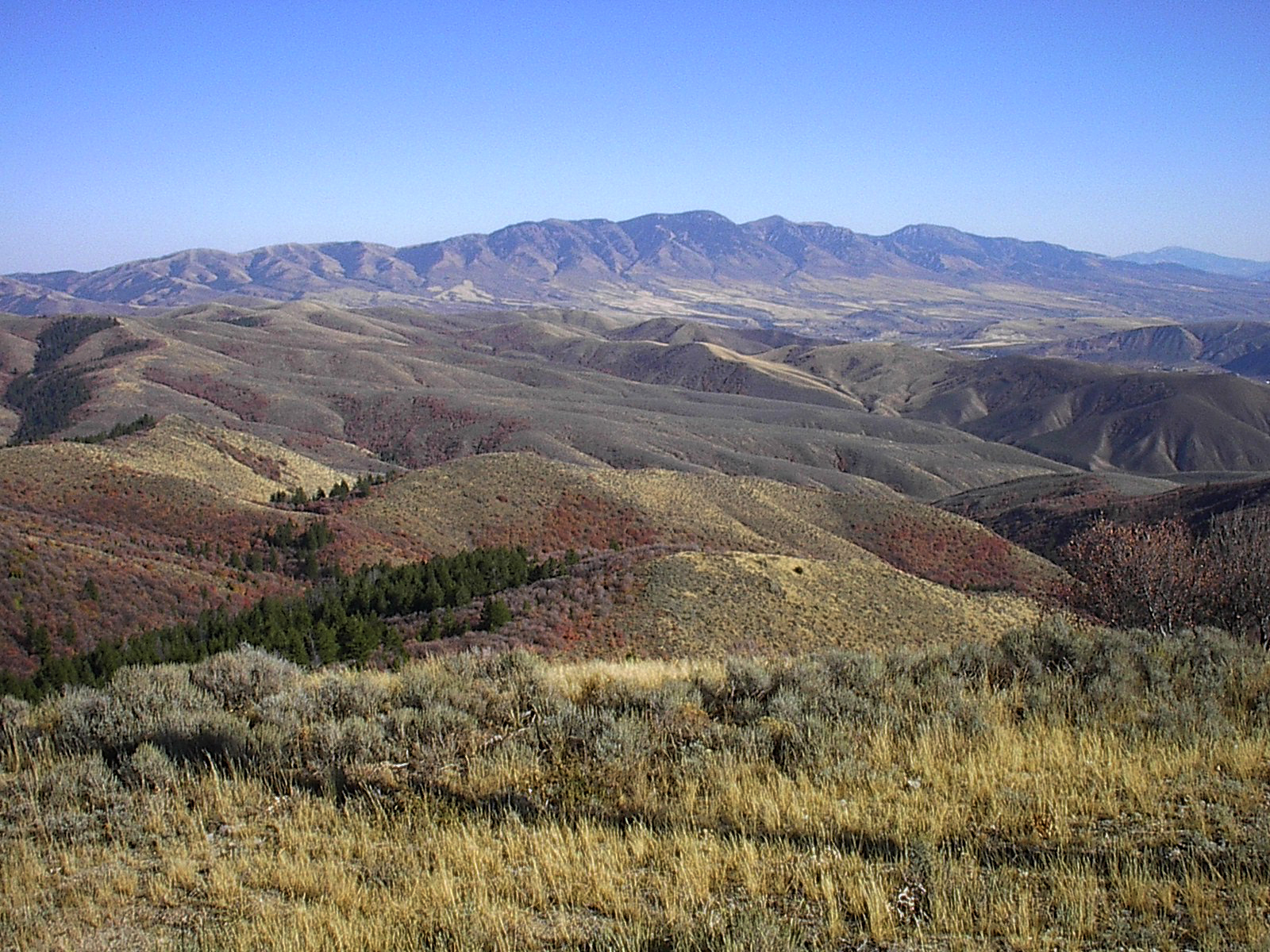
Im Hintergrund sind die Bergrücken der Berge sichtbar, in der Bildmitte sieht man mehrere Landrücken

Die Bedeutung eines Bergrückens ist unterschiedlich je nach Art, wie sich das Gelände an den beiden Enden des Bergrückens fortsetzt. Fallen beide Enden auf niedrigeres Niveau ab, so ist der Bergrücken ein Berg. Steigt das Niveau an beiden Enden an, so ist der Bergrücken eher eine Schwelle oder ein Landrücken. Steigt das Niveau am einen Ende an und fällt am anderen Ende ab, so handelt es sich eher um den Ausläufer eines Berges. Ferner kommt es auch vor, dass sich ein Bergrücken an einem oder an beiden Enden in zwei oder mehr Richtungen aufgliedert. Schließlich ist auch der Höhenverlauf der Scheitellinie des Bergrückens für die Beschreibung eines Bergrückens von Bedeutung. Sie kann in etwa horizontal verlaufen, sie kann aber auch von einem Ende zum anderen ein Gefälle aufweisen.